# Рок-музика у Фінляндії
Фінський рок (фінською: suomirock чи suomirokki — також відомий як Finnsrock, Finnrock чи Finrock) — рок-музика створена у Фінляндії. Термін Suomirock може стосуватись фінського року та металу взагалі, чи більш вузько, рок музики, яку співають фінською мовою.

## 1950-ті— 1990-ті
Протягом 1950-х і 1960-х років фінський рок слідував загальним тенденціям. Зазвичай фінські рок-групи виконували кавери хітів, перекладаючи їх на фінську мову. Серед перших рокерів — Eero Raittinen, Jussi Raittinen а також гурти Jormas, Topmost і Ernos. Значний успіх у Фінляндії мала британська група Renegades. Хельсінкі був центром фінської рок і поп-музики в цей період. Love Records був одним з перших вітчизняних лейблів, що випускав фінський рок, хоча реєстр лейблу також включав джаз і політичні пісні. Гурт Suomen Talvisota 1939-1940, представник фінського андеграунду випустив свій єдиний альбом Underground-Rock (1970), що вважається впливовим багатьма сучасними фінськими музикантами. Серед інших гуртів андеґраунду і психоделічного року — The Sperm, Apollo та інші.
На початку 1970-х з'явились перші автори рокових пісень фінською мовою, зокрема Хейккі Харма і Джюс Лускінен, пізніше — Дейв Ліндхольм, Туомарі Нурміо і Ісма Аланко. Фінський рок стає незалежним, центром рок-культури стає місто Тампере. Серед найвідоміших гуртів цього часу — Hurriganes, їх стиль був досить жорстким, характерна опора на буґі. Їх пісня «Get on» стала символічним роковим гімном країни. Серед інших гуртів цих років — Dingo та Yö.
У 1980-х роках культовими в Фінляндії стали гурти J. Karjalainen, CMX, пізніше — Kingston Wall. Проте за межами країни фінський рок залишається невідомим. Виключенням стає ґлем-роковий гурт Hanoi Rocks, що вплинули на ряд гуртів цього напрямку, зокрема Guns N' Roses.

## На зламі XX—XXI століть

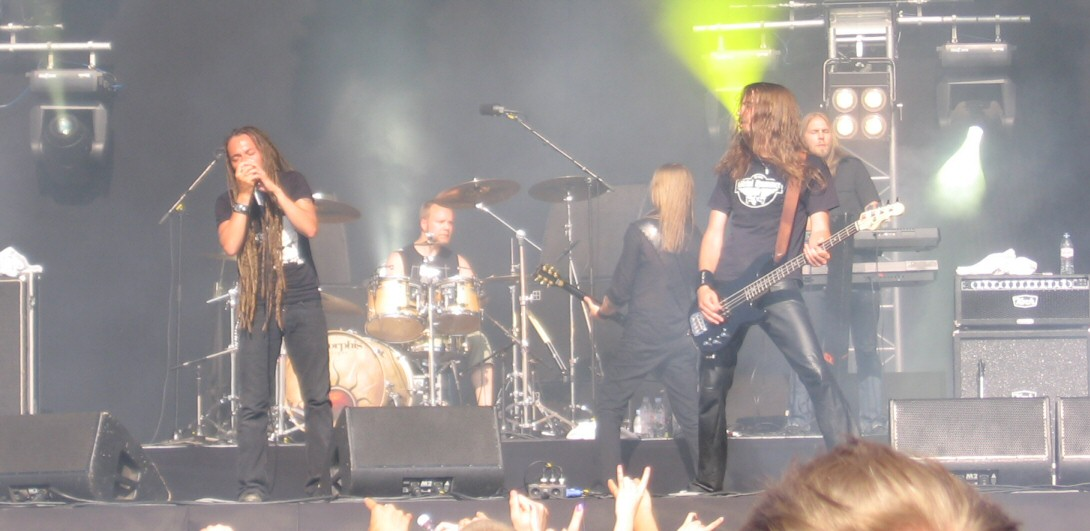
Фінський гурт Amorphis на фестивалі Tuska Open Air

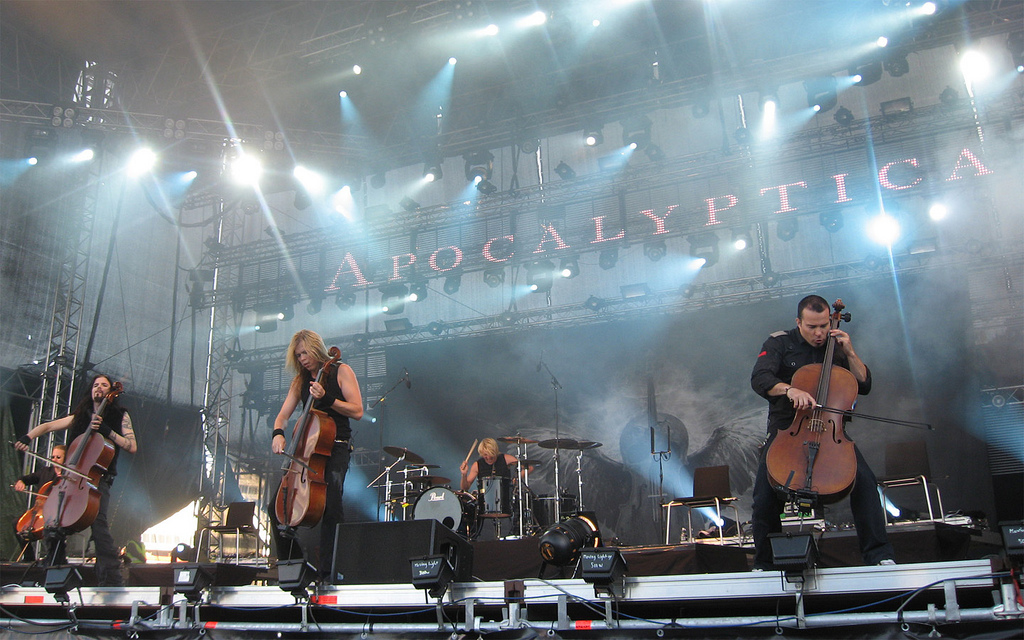
Фінський гурт Apocalyptica на фестивалі Ruisrock

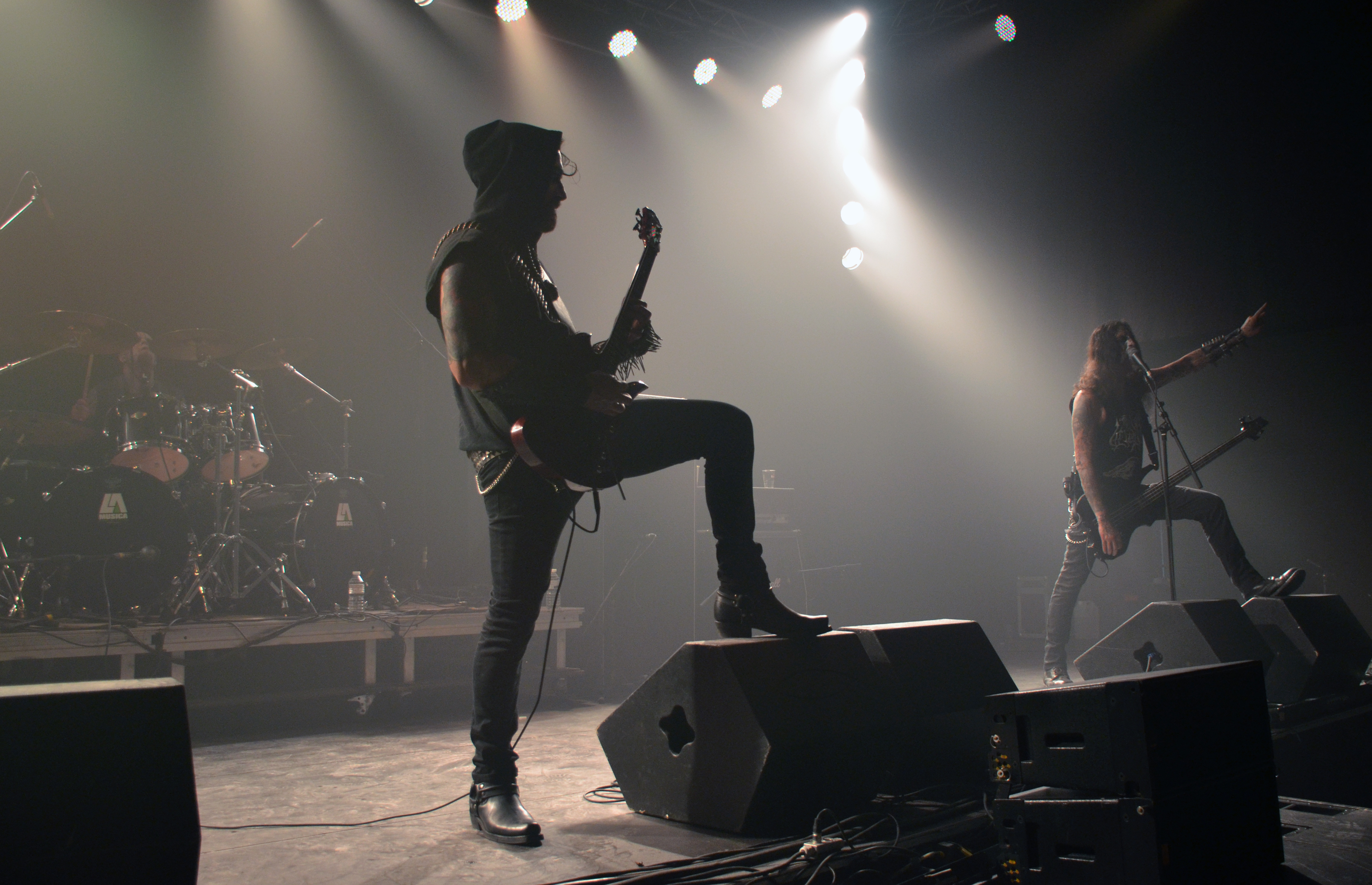
Archgoat на фестивалі Throne Fest

Найвизначнішим у 1990-х роках став внесок Фінської музики у такий напрямок як важкий метал та його численні відгалуження. Цей напрямок представлений такими фінськими гуртами, як Battlelore, Children of Bodom, Entwine, Apocalyptica, Impaled Nazarene, Nightwish, The 69 Eyes, Stratovarius, Sentenced, Sonata Arctica, Amorphis, Ensiferum, Korpiklaani і Waltari.
Велику популярність за кордоном здобула HIM, їх музику називають "любовним металом" ("love metal"). Альбоми гуртів HIM і The Rasmus ряд європейських рейтингів, HIM мала також золотий запис у 2006. Фінляндія прославилась також перемогою метал-гурту Lordi на конкурсі Євробачення 2006, перемога металічної пісні стала першою в історії цього конкурсу. 
Важкий метал добре представлений у Фінляндії і найбільш екстремальними його різновидами, такими як дез-метал (Amorphis) та ґрайндкор (Rotten Sound). Відносно популярною також є місцева блек-метал сцена, що вирізняється класичним «raw» звучанням, динамікою та більш веселим, аніж похмурим решти скандинавів, звучанням (як-то Beherit чи Archgoat). Єдним з найбільш відомих фінських дум-метал колективів є Swallow the Sun.

## Список виконавців
| - The 69 Eyes - Ajattara - Aknestik - Am I Blood - Amberian Dawn - Amorphis - Apocalyptica - Apulanta - Archgoat - Battlelore - Black Heart - Bloodpit - Before the Dawn - Brother Firetribe - Bullet Ride - Callisto - Catamenia - Celesty - Chaosweaver - Charon - Children of Bodom - CMX - Damn Seagulls - Day Eleven - Deep Insight - Demilich - Devouring Star - Dingo - Disco Ensemble - Don Huonot - Dreamtale - The Duke - End of You - Ensiferum - Entwine - Eppu Normaali - Eternal Tears of Sorrow - Faerghail - Feiled - Finntroll - The Flaming Sideburns - Haloo Helsinki! - Hanoi Rocks - Hanna Pakarinen - Hassisen Kone - Heavy Metal Perse - Heijaste - Hector - HIM - Hurriganes - Imperanon - Indica - Insomnium - Irina Saari - Isla - Jonna Tervomaa - Kaaos - Kalmah - Karmine |  | - Kemopetrol - Kingston Wall - Kiuas - Klamydia - Kolmas nainen - Korpiklaani - Kotiteollisuus - KYPCK - Leevi and the Leavings - Lordi - Lovex - Lullacry - The Jade - Juice Leskinen - Maj Karma - Malummeh - Manitou - Mehida - Miljoonasade - Mirzadeh - Moonsorrow - Mors Principium Est - Pate Mustajärvi - Naildown - Negative - Neljä Ruusua - New Dawn Foundation - Nicole - Nightwish - Nitrokiss - Norther - Norrhem - Order!Order! - Parasite City - Passionworks - The Patsy Walkers - Peer Günt - Pelle Miljoona - Poets of the Fall - Poisonblack - Popeda - Private Line - Project Silence - Protoni - Puolikuu - Raaka-Aine - Random Eyes - The Rasmus - Rauli Badding Somerjoki - Reckless Love - RIISTETYT - Rock'n'Roll Band - Ruoska |  | - Rust - SaraLee - Script of Flood - Sentenced - Shade Empire - Shaman - ShamRain - Sielun Veljet - Sinamore - Sinergy - Sonata Arctica - SoulRelic - Stam1na - Stalingrad Cowgirls - Stella - Stratovarius - Sturm und Drang - Sunrise Avenue - Swallow the Sun - Tabula Rasa - Tacere - Тар'я Турунен - Tarot - Tehosekoitin - Teräsbetoni - The Rasmus - Thunderstone - Timo Rautiainen & Trio Niskalaukaus - To/Die/For - Tuomari Nurmio - Turisas - Turmion Kätilöt - Uniklubi - Urban Tale - Valerian - Vanity Ink - Velcra - Verjnuarmu - Viikate - Maija Vilkkumaa - YUP - Yö - Waltari - Wigwam - Widescreen Mode - Winterborn - Wintersun - Whispered |